# Michel Saint Lezer
Michel Saint Lezer (ur. 31 sierpnia 1946 w Roggenhouse) – francuski skoczek narciarski, uczestnik Zimowych Igrzysk Olimpijskich 1968 w Grenoble.
Uczestniczył w konkursach skoków narciarskich w ramach Zimowych Igrzysk Olimpijskich 1968. W konkursie indywidualnym na skoczni normalnej zajął 50. miejsce, a na skoczni dużej był 54.
W 1968 trzykrotnie wystartował w zawodach Turnieju Czterech Skoczni. Najwyższe miejsce zajął 7 stycznia tego roku w Bischofshofen, gdzie był 78.

## Osiągnięcia

### Igrzyska olimpijskie
| Igrzyska | Miejscowość | Data           | Skocznia | Konkurs | Skok 1    | Skok 1 | Skok 2    | Skok 2 | Nota łączna | Miejsce | Strata | Zwycięzca          | Źródło |
| Igrzyska | Miejscowość | Data           | Skocznia | Konkurs | Odległość | Nota   | Odległość | Nota   | Nota łączna | Miejsce | Strata | Zwycięzca          | Źródło |
| -------- | ----------- | -------------- | -------- | ------- | --------- | ------ | --------- | ------ | ----------- | ------- | ------ | ------------------ | ------ |
| ZIO 1968 | Grenoble    | 11 lutego 1968 | normalna | ind.    | 67,0      | 85,0   | 64,0      | 79,7   | 164,7       | 50.     | 51,8   | Jiří Raška         | [ 3 ]  |
| ZIO 1968 | Grenoble    | 18 lutego 1968 | duża     | ind.    | 85,5      | 80,6   | 76,0      | 62,3   | 142,9       | 54.     | 88,4   | Władimir Biełousow | [ 4 ]  |